# Rivières-le-Bois

Rivières-le-Bois este o comună în departamentul Haute-Marne din nord-estul Franței. În 2009 avea o populație de 69 de locuitori.

## Evoluția populației
| An        | 1975 | 1982 | 1990 | 1999 | 2006 | 2009 |
| --------- | ---- | ---- | ---- | ---- | ---- | ---- |
| Populație | 110  | 92   | 82   | 74   | 60   | 69   |